# Eyección

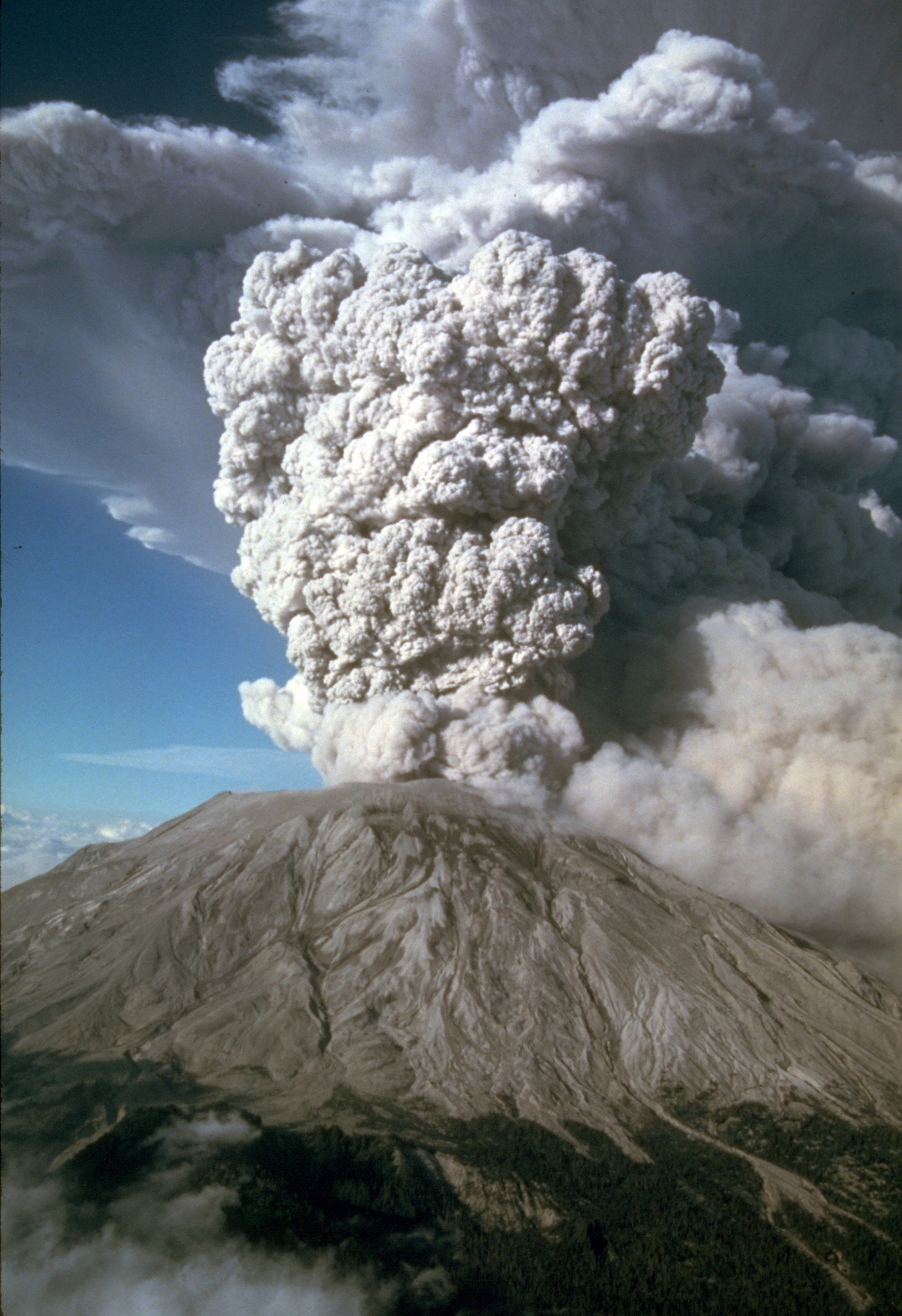
Mt. Penacho en la erupción de Santa Elena el 22 de julio de 1980, que muestra material eyectado en forma de material piroclástico (ceniza)

La eyección (del latín: ejectum, "cosas arrojadas") son partículas expulsadas de un área. En vulcanología, en particular, el término se refiere a partículas que incluyen materiales piroclásticos (tefra) que surgieron de una explosión volcánica y una erupción de magma de un respiradero volcánico, o cráter, que viajó por el aire o bajo el agua y volvió a caer sobre la superficie del suelo o en el fondo del océano.

## Vulcanología
Típicamente en vulcanología, la eyección es el resultado de erupciones explosivas. En una erupción explosiva, grandes cantidades de gas se disuelven en lava extremadamente viscosa; esta lava sale espuma a la superficie hasta que el material es expulsado rápidamente debido a la presión atrapada. A veces, en tal caso, se forma un tapón de lava o un cuello volcánico a partir de la lava que se solidifica dentro de la chimenea de un volcán, lo que hace que el calor y la presión se acumulen hasta un extremo sin forma de escapar. Cuando el bloqueo se rompe y no puede sostenerse por más tiempo, se produce una erupción más violenta, lo que permite que los materiales sean expulsados del volcán.
La eyección puede consistir en:
- Partículas juveniles: magma fragmentado y cristales libres.
- Partículas afines o accesorias: rocas volcánicas más antiguas del mismo volcán.
- Partículas accidentales: derivadas de las rocas debajo del volcán.

Estas partículas pueden variar en tamaño; la tefra puede variar desde ceniza (<0,1 pulgadas (2,54 mm)), lapilli (pequeñas piedras de 0,1 pulgadas (2,54 mm) a 2,5 pulgadas (63,5 mm)) o bombas volcánicas (>2,5 pulgadas (63,5 mm)). 

## Geología planetaria
En geología planetaria, el término "eyección" incluye los desechos expulsados durante la formación de un cráter de impacto.
Cuando un objeto lo suficientemente masivo golpea a otro objeto con suficiente fuerza, crea una onda de choque que se propaga desde el impacto. El objeto se rompe y excava en el suelo y la roca, al mismo tiempo que rocía material conocido como eyección de impacto. Esta eyección se distribuye hacia afuera desde el borde del cráter hacia la superficie como escombros; puede ser material suelto o una capa de escombros, que se adelgaza en las regiones más externas.
Si se deposita suficiente eyección alrededor de un cráter de impacto, se puede formar un manto de eyección; esta manta está llena de polvo y escombros que se originaron en el impacto inicial. El tamaño de este cráter de impacto junto con el manto de eyección se puede utilizar para determinar el tamaño y la intensidad del objeto que impacta. En la Tierra, estos mantos de eyección se pueden analizar para determinar la ubicación de la fuente del impacto.
La falta de eyección de impacto alrededor de la característica superficial del planeta Marte, Eden Patera, fue una de las razones para sospechar en la década de 2010 que se trata de una caldera volcánica colapsada y no de un cráter de impacto.

## Astronomía y heliofísica
En astrofísica o heliofísica, la eyección se refiere al material expulsado en una explosión estelar como en una supernova o en una eyección de masa coronal (CME).

## Artificial
Además del material lanzado por humanos al espacio con una variedad de sistemas de lanzamiento, algunos casos particularmente nucleares producen eyección artificial, como en el caso de la prueba Pascal-B que podría haber expulsado un objeto con una velocidad de escape de la Tierra al espacio.